# Ophiomyia chinensis
Ophiomyia chinensis este o specie de muște din genul Ophiomyia, familia Agromyzidae, descrisă de Mitsuhiro Sasakawa în anul 1988. Conform Catalogue of Life specia Ophiomyia chinensis nu are subspecii cunoscute.